# Phumosia patersoni
Phumosia patersoni är en tvåvingeart som beskrevs av Zumpt 1955. Phumosia patersoni ingår i släktet Phumosia och familjen spyflugor. Inga underarter finns listade i Catalogue of Life.